# Lily Yohannes
Lily Isabella Yohannes, född den 12 juni 2007 i Springfield, Virginia, är en amerikansk fotbollsspelare.

## Biografi
Lily Yohannes flyttade som 10-åring till Amsterdam efter att hennes far fått jobb där. Som 13-åring började hon spela för AFC Ajax där hon också inledde sin seniorkarriär år 2023. Hon har även representerat det amerikanska damlandslaget där hon debuterade 2024.